# Džemal Bijedić
Džemal Bijedić, bosanski politik, * 12. april 1917, Mostar, Bosna in Hercegovina, † 18. januar 1977, blizu Kreševa, SR Bosna in Hercegovina.
Džemal Bijedić je bil med drugim predsednik Skupščine SR BiH, nazadnje pa predsednik Zveznega izvršnega sveta (od 1971). Umrl je v letalski nesreči pri Sarajevu 18. januarja 1977 skupaj s soprogo Razijo.